# 游泳裁判
游泳裁判是在包含蝶泳、仰泳、蛙泳、捷泳等四種游泳姿式的競賽中擔任監督與執行法規之人員。
- 游泳裁判僅是上述競賽之專屬裁判人員，與其他同屬在人工水池內進行之水上運動競賽 如：跳水、水球、水上芭蕾等等有所區別，各有其技術法規及執法方式。
- 游泳裁判必須按照「國際游泳聯合會」的游泳規則與該場游泳競賽之大會規章，據以推動賽程及監察、督導參賽選手依循合法、合理手段，進行公正、公平之競賽。

## 擔任游泳裁判之資格條件
一般要擔任游泳裁判的職務，必須經各國游泳技術單位（協會）予以法令、規章、技術等課程研習，並經過模擬實況操演、實際競賽見習等過程後，於通過學、術科考核後就可以取得合格的游泳裁判資格與證照，再經主辦單位予以聘任才得以擔任該場游泳競賽之裁判職務，有些國家另訂有如A、B、C等分級制度，以做為區分能夠參與何種大小規模之游泳競賽或哪一等級單位所主辦之游泳競賽的裁判資格。

## 游泳裁判人員之職稱分類與人數編制
現今游泳裁判之職務名稱分類與人數編制均依照「國際游泳聯合會」所明訂之游泳規則（參見：2014～2017最新游泳規則網路版或中英對照國際游聯游泳競賽規則 （页面存档备份，存于））規定：國家或國際之游泳競賽至少必須指派下列名額之裁判人員，以負責控制比賽之進行，除此以外得依據各競賽規模大小另增聘若干人數之大會職員或裁判助理人員（參見：游泳裁判研習教材網路分享版）。
- 裁判長... 2 名
- 控制室管理員... 1 名
- 姿勢檢察員... 4 名
- 發令員... 2 名
- 轉身檢察主任...(泳池兩端各 1 名)
- 轉身檢察員...(每水道兩端各 1 名)
- 紀錄主任... 1 名
- 檢錄員... 2 名
- 止泳繩管理員... 1 名
- 報告員... 1 名

- 註：上列最低人員編制之前提為設有「游泳電動計時裝置」，若無「游泳電動計時裝置」時，則必須增設下列人員：
  - 計時主任... 1 名
  - 每一水道計時員... 3 名
  - 助理計時員... 2 名

## 各游泳裁判之職責
各職稱之游泳裁判員其職責主要是依據「國際游泳聯合會（FINA）所明訂之游泳規則」與「該項競賽之大會規章」執行游泳裁判法規定之職務（詳見：游泳裁判研習教材網路分享版）。
- 游泳裁判法規並非只有游泳裁判、教練或選手等人員才需要瞭解、遵行的規範，無論是不是游泳界的專業人員，只要是喜愛游泳運動的人士，都有必要對游泳規則及裁判法規有一個相當程度的認識與瞭解。